# Jon Tickle

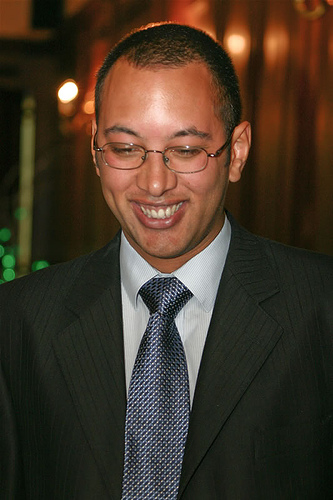
Jon Tickle

Jonathan "Jon" Tickle (ur. 8 maja 1974 w Staines) – brytyjski prezenter telewizyjny. Znany z uczestniczenia w czwartej edycji brytyjskiego reality show Big Brother.
Absolwent fizyki na Uniwersytecie w Leicester, w latach 2003-2008 był jednym ze współprowadzących Brainiaca, programu popularnonaukowego wyświetlanego w Polsce na stacjach Discovery Channel i Discovery Science.